# Rockwood (Míchigan)
Rockwood es una ciudad ubicada en el condado de Wayne en el estado estadounidense de Míchigan. En el Censo de 2010 tenía una población de 3289 habitantes y una densidad poblacional de 479,57 personas por km².

## Geografía
Rockwood se encuentra ubicada en las coordenadas 42°4′13″N 83°14′30″O / 42.07028, -83.24167. Según la Oficina del Censo de los Estados Unidos, Rockwood tiene una superficie total de 6.86 km², de la cual 6.53 km² corresponden a tierra firme y (4.8%) 0.33 km² es agua.

## Demografía
Según el censo de 2010, había 3289 personas residiendo en Rockwood. La densidad de población era de 479,57 hab./km². De los 3289 habitantes, Rockwood estaba compuesto por el 94.59% blancos, el 1.67% eran afroamericanos, el 0.91% eran amerindios, el 0.94% eran asiáticos, el 0% eran isleños del Pacífico, el 0.43% eran de otras razas y el 1.46% pertenecían a dos o más razas. Del total de la población el 2.71% eran hispanos o latinos de cualquier raza.